# Guerrino Zanotti
Guerrino Zanotti (* 24. Oktober 1962 in San Marino) ist ein Politiker aus San Marino. Gemeinsam mit Gian Franco Terenzi war er von Oktober 2014 bis April 2015 Capitano Reggente (Staatsoberhaupt) von San Marino und ist seit Dezember 2016 Innenminister.
Zanotti war von 1982 bis 1985 in einem Privatunternehmen beschäftigt. Seit 1985 für die Sozialversicherung (Istituto per la Sicurezza Sociale) tätig, ist er seit 2008 für das Ufficio Prestazioni Economiche verantwortlich.
Zanotti war Mitglied der Partito dei Socialisti e dei Democratici seit deren Gründung 2005. Von 2009 bis 2013 gehörte er dem politischen Sekretariat der Partei an. Bei den Parlamentswahlen 2006 erreichte er Platz 23 auf der Liste der PSD, die zwanzig Sitze gewann, wurde jedoch Abgeordneter im Consiglio Grande e Generale als einer der Nachrücker für die aus dem Parlament ausscheidenden PSD-Minister.
Bei den vorgezogenen Parlamentswahlen 2008 verfehlte er mit Platz 19 den Einzug ins Parlament – die PDS errang nur 18 Sitze. Bei den Wahlen 2012 trat die PSD als Teil des Bündnisses San Marino Bene Commune an. Zanotti erreichte die drittgrößten Stimmenzahl der mit zehn Abgeordneten vertretenen PSD. Er wurde Mitglied des Gesundheitsausschusses und Vorsitzender des Antimafiaausschusses.
Vor der Parlamentswahl 2016 schloss er sich der neu gegründeten Sinistra Socialista Democratica (SSD) an, die mit Repubblica Futura (RF) und Civico 10 gemeinsam als Koalition adesso.sm antraten und bei der Stichwahl vom 4. Dezember 2016 die absolute Mehrheit errangen. Zanotti wurde auf der Liste der SSD erneut in den Consiglio Grande e Generale gewählt.
Am 15. September 2014 wurde er gemeinsam mit Gian Franco Terenzi vom Consiglio Grande e Generale zum Staatsoberhaupt (Capitano Reggente) für den Zeitraum vom 1. Oktober 2014 bis 1. April 2015 gewählt.
Zanotti wurde am 27. Dezember 2016 zum Innenminister (Segretario di Stato agli Affari Interni, Funzione Pubblica, Rapporti con le Giunte, Semplificazione Normativa, Affari Istituzionali e Delega alla Pace) der von adesso.sm gestellten Regierung gewählt.
Zanotti ist seit 1990 mit Elena Beatrice Giordani verheiratet, sie haben zwei Söhne.